# Kosovo na Letních olympijských hrách 2016
Kosovo na Letních olympijských hrách 2016 v Riu de Janeiru reprezentovalo 8 sportovců z toho 3 muži a 5 žen. Vybojovali jednu zlatou medaili. Mimo ni však žádné výraznější úspěchy nezaznamenali.

## Medailisté
| Medaile | Jméno                | Sport | Soutěž     |
| ------- | -------------------- | ----- | ---------- |
| Zlato   | Majlinda Kelmendiová | Judo  | Ženy 52 kg |